# Casilda (meisjesnaam)
Casilda is een in Nederland zeldzame Spaanse meisjesnaam, die voorkomt bij naamdragers die geboren zijn in de Nederlandse Antillen, Spanje (inclusief Canarische eilanden), maar ook in Nederland. De naam is afkomstig van Sint Casilda van Toledo, een Moorse prinses die zich bekeerde tot het christendom en geboren was in 1050. Haar naamdag is 9 april. Casilda kan deels van Germaans hild (strijd) of van een Arabische naam als Qasida (“ode, bode”) afstammen. Internationale varianten zijn Cacilda, Cassilda en Casilde.

## Naamdragers

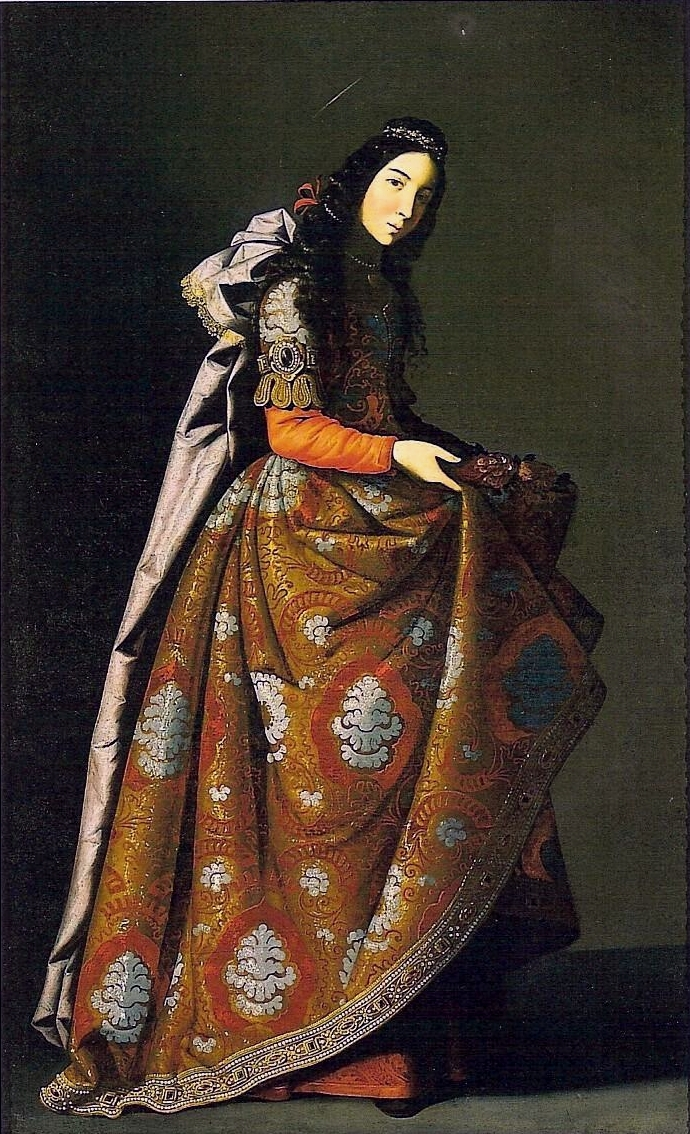
Francisco de Zurbarán: Sint Casilda van Toledo

- Cacilda Becker (1921-1969),[3] Braziliaanse actrice
- Cacilda Borges Barbosa (1914-2010),[4] Braziliaanse pianiste, dirigente en componiste. Een pionier van elektronische muziek in Brazilië
- Casilda Igarzábal (1774-1844),[5] echtgenote van de Argentijnse revolutionair Nicolás Rodríguez Peña
- Casilda Iturrizar (1818-1900),[6] Baskische filantrope uit Bilbao

### In fictie
- Casilda in de roman Don Quichot (1605) van Cervantes
- Casilda in opéra-comique La part du diable (1843) van Daniel-François-Esprit Auber op een libretto van Eugène Scribe
- Casilda in de operette The Gondoliers (1889)[7] van Gilbert en Sullivan
- Cassilda in The King in Yellow (1895), een verhalenbundel van Robert W. Chambers